# Sericostoma
Sericostoma es un género de plantas con flores perteneciente a la familia Boraginaceae. Comprende 9 especies.

## Descripción
Son arbustos ramificados perennes con hojas alternas. Inflorescencia racemosa o flores axilares solitarias. Cáliz 5-partida. Corola con forma de embudo, la garganta ancha, peluda, lóbulos 5, extendidos. Estambres 5. Ovario profundamente 4 loobulados. Núculas 4, con una cicatriz basal.

## Taxonomía
El género fue descrito por John Ellerton Stocks y publicado en Icones Plantarum Indiae Orientalis 4(2): 15, pl. 1377. 1848.

## Especies seleccionadas
- Sericostoma albidum
- Sericostoma arenarium
- Sericostoma calcareum
- Sericostoma kitschyi